# Vichel-Nanteuil

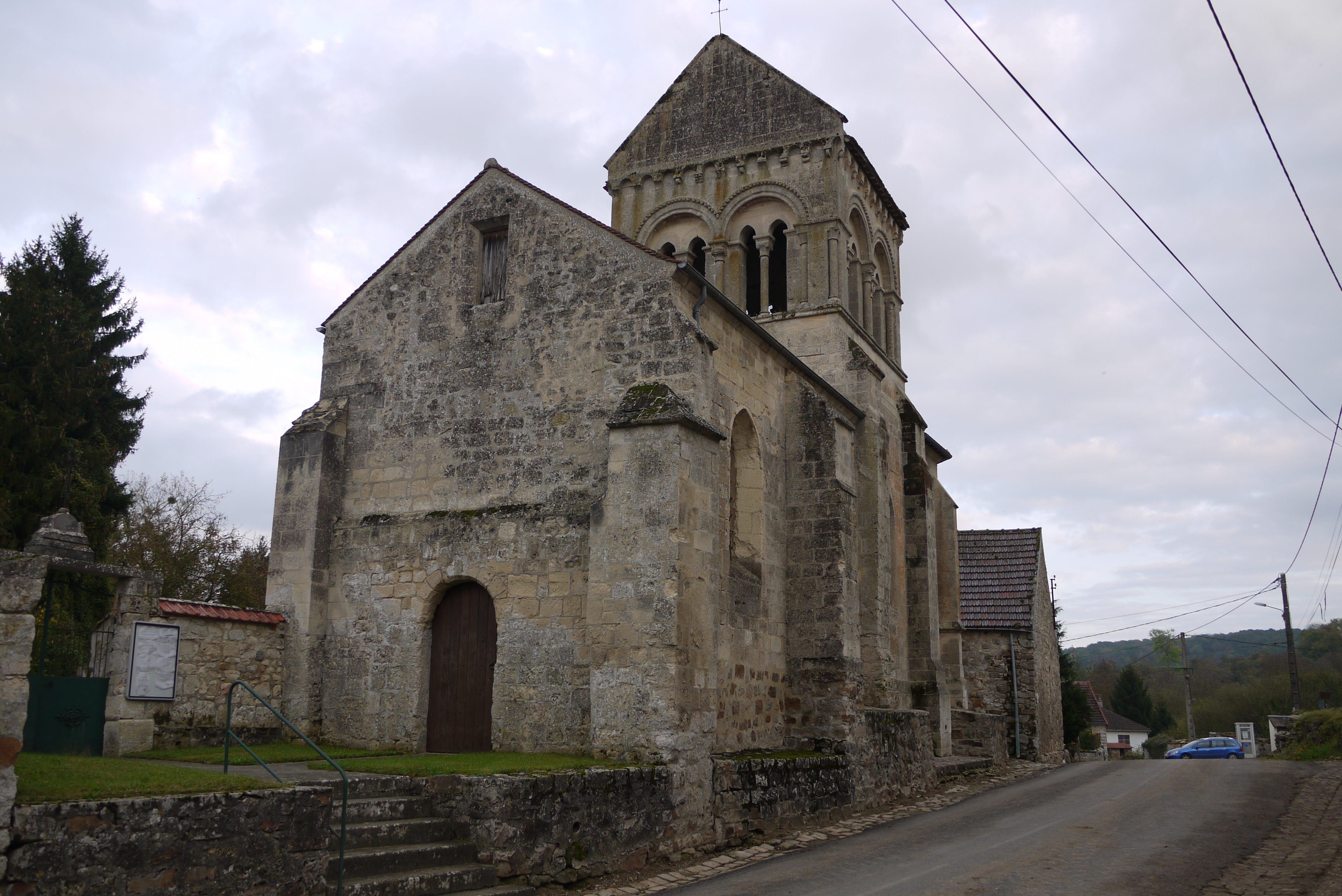
Kerk

Vichel-Nanteuil is een gemeente in het Franse departement Aisne (regio Hauts-de-France) en telt 98 inwoners (2009). De plaats maakt deel uit van het arrondissement Château-Thierry.

## Geografie
De oppervlakte van Vichel-Nanteuil bedraagt 6,3 km², de bevolkingsdichtheid is dus 15,6 inwoners per km².

## Verkeer en vervoer
In de gemeente ligt spoorwegstation Neuilly-Saint-Front.
De onderstaande kaart toont de ligging van Vichel-Nanteuil met de belangrijkste infrastructuur en aangrenzende gemeenten.

## Demografie
Onderstaande figuur toont het verloop van het inwonertal (bron: INSEE-tellingen).
Vanwege een beveiligingsprobleem met de MediaWiki Graph-software is het momenteel niet mogelijk deze grafiek weer te geven. Zodra de software is bijgewerkt zal de grafiek vanzelf weer zichtbaar worden.